# Harpadon translucens
Harpadon translucens är en fiskart som beskrevs av Saville-kent, 1889. Harpadon translucens ingår i släktet Harpadon och familjen Synodontidae. Inga underarter finns listade i Catalogue of Life.